# Uovo di trifoglio
L'Uovo di trifoglio è una delle uova imperiali Fabergé: un uovo di Pasqua gioiello che l'ultimo Zar di Russia, Nicola II donò a sua moglie, la Zarina Aleksandra nel 1902.
Fu fabbricato a San Pietroburgo nel laboratorio di Michael Perkhin per conto del gioielliere russo Peter Carl Fabergé, della Fabergè.
L'uovo non ha mai lasciato la Russia e sin dal 1933 si trova presso l'Armeria del Cremlino a Mosca.
La sua fragilità lo rende intrasportabile.

## Descrizione
L'uovo è alto 9,8 centimetri ed è fatto di oro, platino, diamanti a taglio rosetta e rubini.
Il guscio dell'uovo è costituito da un motivo traforato di steli e foglie di trifoglio;
lo spazio tra i fili d'oro che disegnano il contorno e la nervatura delle foglie è riempito di smalto trasparente verde brillante oppure da diamanti.
Un sottile nastro di rubini incastonati tra fili d'oro è drappeggiato qua e là tra il ricco fogliame.
I bordi, dove la metà superiore e inferiore dell'uovo si aprono, sono abilmente nascosti dalle foglie accuratamente posizionate.
Quando l'uovo è aperto è visibile l'anno 1902 sul bordo inferiore.
L'uovo poggia verticalmente su un tripode d'oro a forma di trifogli con gli steli curvi, i piedi fogliati sono rivolti verso l'interno.

### Sorpresa
La sorpresa, ora perduta, probabilmente era fatta d'oro, diamanti e acquerello su avorio, infatti secondo gli archivi dentro l'uovo erano fissate quattro foglie con 23 diamanti e quattro miniature con i ritratti delle figlie dell'imperatore.
Sono presenti piccoli fermagli che probabilmente fermavano la sorpresa, proprio come nell'Uovo mosaico del 1914.

## Tecnica costruttiva
Lo smalto trasparente o plique-à-jour era una tecnica nuova, molto difficile da usare; di solito l'artista usava una miscela molto stabile di smalto perché, essendo privo di supporto, poteva creparsi durante la fusione o il raffreddamento.
L'Uovo di trifoglio è universalmente considerato un capolavoro di gioielleria, il suo smalto è perfetto, privo di crepe o bolle.